# نیگرو کراسینگ (تگزاس)
نیگرو کراسینگ، تگزاس(به انگلیسی: Negro Crossing, Texas) شهری در ایالت تگزاس از ایالات جنوبی ایالات متحده آمریکا است.